# Howard Florey
Howard Walter Florey (Adelaide, 1898. szeptember 24. – Oxford, 1968. február 21.) ausztrál farmakológus és patológus. 1945-ben Alexander Fleminggel és Ernst Chainnel közösen orvostudományi Nobel-díjban részesült a penicillin felfedezéséért. Florey végezte az antibiotikummal az első klinikai vizsgálatokat. Őt tartják az egyik legjelentősebb ausztrál tudósnak; Robert Menzies miniszterelnök szavaiaval: "A világ jóléte szempontjából Florey volt a legfontosabb ember, aki valaha is született Ausztráliában".

## Tanulmányai
Howard Florey 1898. szeptember 24-én született a dél-ausztráliai Adelaide városában. Apja, John Florey Angliából vándorolt be az országba, anyja, Berta Mary Florey pedig harmadik generációs ausztrál volt. Nyolc gyerekük közül Howard volt a legfiatalabb. A St. Peter's Collegiate Schoolba járt, majd 1917-től kezdve az Adelaide-i Egyetemen tanult orvostudományt. 1921-től ösztöndíjjal az Oxfordi Egyetem Magdalen College-ében folytatta tanulmányait, itt szerezte BSc és MSc okleveleit 1924-ben. Ezután a Cambridge-i Egyetem Gonville and Caius College-ébe kapott ösztöndíjat, egy évig az Egyesült Államokban tanult, 1927-ben pedig Cambridge-ben megszerezte PhD fokozatát. Ezután a Cambridge-i Egyetemen adott elő patológiát, majd 1930-tól kezdve a Sheffieldi Egyetem tanára lett. 1935-től az Oxfordi Egyetemen a Lincoln College-hez csatlakozott mint patológiaprofesszor és egy kutatócsoport vezetője. 

## A penicillin gyakorlati alkalmazása

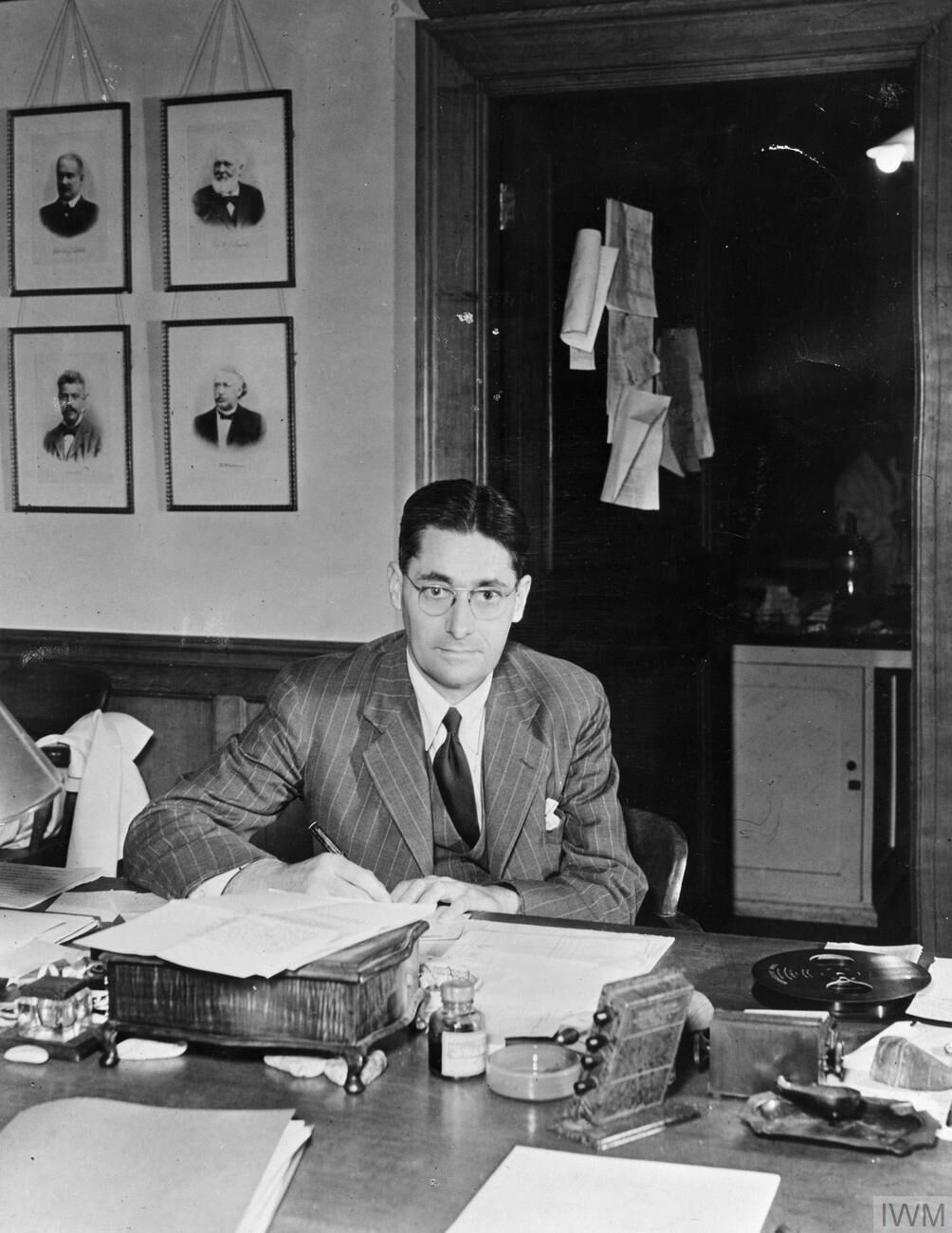
Howard Florey az irodájában, 1944-ben

1938-ban kezdett el dolgozni Ernst Chainnel és Norman Heatleyvel közösen a penicillinen, amelynek a felfedezését Alexander Fleming kilenc évvel korábban közölte, de akkor még nem láttak lehetőséget a gyakorlati alkalmazására.
Az első beteg kezelésére 1941-ben került sor. Albert Alexandert egy rózsa tövise sebezte meg az arcán és sérülése annyira elfertőződött, hogy egész arca, szemei és fejbőre teljesen megduzzadt és egyik szemét el is távolították, hogy csökkentsék fájdalmait. A penicillin beadását követően már egy nap múlva javulni kezdett az állapota, de teljes kikezeléséhez nem állt rendelkezésre elég antibiotikum, ezért állapota visszaesett és meghalt. A kutatások ezután a gyerekek kezelésére fókuszáltak, mert az ő esetükben kisebb adag penicillin is elegendő volt.
Florey kutatócsoportja kidolgozta a penészgomba ipari léptékű tenyésztésének és a penicillin hatékony kivonásának módszereit, és a második világháború végére már a kórházak jelentős részét el tudták látni.
Howard Florey, Alexander Fleming és Ernst Chain 1945-ben megkapták az orvostudományi Nobel-díjat a penicillin felfedezéséért. Fleming volt az, aki felismerte az anyag antibakteriális hatását, de Florey és Chain dolgozta ki a klinikai gyakorlatban való alkalmazhatóságát. 

## Elismerései
Floreyt 1944-ben az angol király lovaggá ütötte. 1941-ben tagja lett a Royal Societynek, 1958-ban pedig a szervezet elnökévé választották. 1962-től ő vezette az Oxfordi Egyetemen a The Queen's College-t. Az igazgatósága idején épült lakóépületet később róla nevezték el. 1965-től 1968-ig ő volt az Ausztrál Nemzeti Egyetem kancellárja.
1965-ben élethosszig tartó peeri rangot kapott, ő lett Adelaide és az Oxford megyei Marston bárója. Ugyanebben az évben kitüntették az Order of Merittel. 

## Családja
Howard Florey még az Adelaide-i Egyetemen ismerkedett meg Mary Ethel Hayter Reeddel aki szintén orvostanhallgató volt és a későbbiekben segítette Florey kutatásait. 1926-ban házasodtak össze, két gyermekük született, Paquita Mary Joanna (1929-ben) és Charles (1936-ban). Mary 1966-ban meghalt, Florey pedig a következő évben újranősült, kolléganőjét és asszisztensét, Margaret Jenningset vette feleségül.
Vallási tekintetben Florey agnosztikusnak vallotta magát. Írásaiban aggódott a javuló egészségügy következtében megnövekedett népességnövekedés miatt és szorgalmazta a fogamzásgátlási módszerek terjesztését.
Howard Florey 1968. február 21-én halt meg szívroham következtében, 69 éves korában. 

## Fordítás
- Ez a szócikk részben vagy egészben  a   Howard Florey című angol Wikipédia-szócikk ezen változatának fordításán alapul.  Az eredeti cikk szerkesztőit annak laptörténete sorolja fel. Ez a jelzés csupán a megfogalmazás eredetét és a szerzői jogokat jelzi, nem szolgál a cikkben szereplő információk forrásmegjelöléseként.